# جونيور فيربو
هيكتور جونيور فيربو أدامز (بالإسبانية: Héctor Junior Firpo Adamés؛ مواليد 22 أغسطس 996) المعروف بـ جونيور فيربو. هو(p) لاعب كرة قدم دومينيكاني. وهو الآن يلعب مع نادي ليدز يونايتد في دوري الدرجة الأولى الإنجليزي. لذا فإنه غالباً يلعب في مركز الظهير الأيسر، كما يمكنه اللعب كجناح أو قلب دفاع.

## مسيرته الكروية

### ريال بيتيس
ولد جونيور في سانتو دومينغو، وانتقل إلى بينالمادينا، مالقة، الأندلس في سن السادسة وانضم إلى أكاديمية شباب ريال بيتيس في يونيو 2014، عندما كان يبلغ من العمر 18 عامًا، قادماً من سي دي بويرتو مالاجينو. شارك لأول مرة مع الفريق الاحتياطي في 15 فبراير 2015، بدءًا من تعادله على أرضه 1–1 أمام غرناطة ب في الدوري الإسباني الدرجة الثانية بي.
بالتأكيد تم ترقيته إلى الفريق ب قبل بداية موسم 2015–16، شارك جونيور بانتظام خلال الموسم، والذي انتهى بهبوطه. في 17 أبريل 2016، سجل أول هدف له، وسجل الهدف الثالث في مباراة الفز 4–0 أمام الخيسيراس.
في 1 أغسطس 2017، بعد أن أمضى فترة ما قبل الموسم مع الفريق الرئيسي، جدد جونيور عقده حتى عام 2021. شارك لأول مرة مع الفريق الأول –في الدوري الإسباني– في 12 فبراير التالي، بدءًا من الهزيمة 1–0 أمام مضيفه ديبورتيفو لاكورونيا، ليصبح أول لاعب من مواليد جمهورية الدومينيكان يشارك في الدوري الأسباني.
سجل جونيور أول هدف احترافي له في 17 مارس 2018، حيث حقق الهدف الأول في مباراة الفوز 3–0 على أرضه أمام إسبانيول. في 19 أغسطس، بعد ترقيته بشكل كامل إلى الفريق الرئيسي، وافق على تمديد العقد حتى عام 2023.

### برشلونة
في 4 أغسطس 2019، وقع جونيور صفقة مدتها خمس سنوات مع نادي برشلونة مقابل 18 مليون يورو بالإضافة إلى 12 مليون يورو كإضافات.

## مسيرته الدولية
وُلد جونيور في جمهورية الدومينيكان وأمضى معظم حياته في إسبانيا، ويحمل جونيور جنسية كلا البلدين. في 9 أكتوبر 2015، لعب النصف الشوط الثاني كامل في المباراة الودية التي خسرها منتخب جمهورية الدومينيكان 0–6 أمام منتخب البرازيل الأولمبي.
في 31 أغسطس 2018، تم استدعاء جونيور للمشاركة مع منتخب إسبانيا تحت 21 سنة لمباراتين في تصفيات بطولة أمم أوروبا تحت 21 سنة 2019 ضد ألبانيا وأيرلندا الشمالية. شارك لأول مرة في 7 سبتمبر من مباراة الفوز 3–0 أمام الأول.

## الإحصائيات
آخر تحديث 19 مايو 2019.
| النادي       | الموسم   | الدوري                            | الدوري | الدوري  | الكأس الوطني | الكأس الوطني | كأس الدوري | كأس الدوري | أوروبا | أوروبا  | أخرى   | أخرى    | المجموع | المجموع |
| النادي       | الموسم   | الدرجة                            | الظهور | الأهداف | الظهور       | الأهداف      | الظهور     | الأهداف    | الظهور | الأهداف | الظهور | الأهداف | الظهور  | الأهداف |
| ------------ | -------- | --------------------------------- | ------ | ------- | ------------ | ------------ | ---------- | ---------- | ------ | ------- | ------ | ------- | ------- | ------- |
| ريال بيتيس ب | 2014–15  | الدوري الإسباني الدرجة الثانية بي | 2      | 0       | 0            | 0            | —          | —          | —      | —       | —      | —       | 2       | 0       |
| ريال بيتيس ب | 2015–16  | الدوري الإسباني الدرجة الثانية بي | 30     | 1       | 0            | 0            | —          | —          | —      | —       | —      | —       | 30      | 1       |
| ريال بيتيس ب | 2017–18  | الدوري الإسباني الدرجة الثانية بي | 13     | 1       | 0            | 0            | —          | —          | —      | —       | —      | —       | 13      | 1       |
| ريال بيتيس ب | المجموع  | المجموع                           | 45     | 2       | 0            | 0            | 0          | 0          | 0      | 0       | 0      | 0       | 45      | 2       |
| ريال بيتيس   | 2017–18  | الدوري الإسباني                   | 14     | 2       | 0            | 0            | —          | —          | 0      | 0       | —      | —       | 14      | 2       |
| ريال بيتيس   | 2018–19  | الدوري الإسباني                   | 24     | 3       | 1            | 0            | —          | —          | 4      | 0       | —      | —       | 29      | 3       |
| ريال بيتيس   | المجموع  | المجموع                           | 38     | 5       | 1            | 0            | 0          | 0          | 4      | 0       | 0      | 0       | 43      | 5       |
| برشلونة      | 2019–20  | الدوري الإسباني                   | 0      | 0       | 0            | 0            | 0          | 0          | 0      | 0       | 0      | 0       | 0       | 0       |
| الإجمالي     | الإجمالي | الإجمالي                          | 83     | 7       | 1            | 0            | 0          | 0          | 4      | 0       | 0      | 0       | 88      | 7       |

1. ↑  المباريات في الدوري الأوروبي

## الإنجازات
إسبانيا تحت 21
- بطولة أمم أوروبا تحت 21 سنة (1): 2019[15]

## وصلات خارجية
- جونيور فيربو على موقع الاتحاد الأوربي (الإنجليزية)
- جونيور فيربو على موقع إي إس بي إن إف سي (الإنجليزية)
- جونيور فيربو على موقع قاعدة بيانات كرة القدم.إي يو (الإنجليزية)
- جونيور فيربو على موقع ليكيب (الفرنسية)
- جونيور فيربو على موقع Soccerbase.com (لاعب) (الإنجليزية)
- جونيور فيربو على موقع Soccerway.com (الإنجليزية)
- جونيور فيربو على موقع عالم كرة القدم.نت (الإنجليزية)
- جونيور فيربو على موقع AS.com (الإسبانية)